# برايان تورنر
برايان تورنر (بالإنجليزية: Brian Turner)‏ (31 يوليو 1949 بنيوزيلندا - ) هو مدرب كرة قدم ولاعب كرة قدم نيوزلندي في مركز الوسط، شارك في كأس العالم 1982. وشارك مع منتخب نيوزيلندا لكرة القدم. أما مع النوادي، فقد لعب مع تشيلسي ونادي برينتفورد ونادي بورتسموث ووولونغونغ ونادي يونيفرستي ماونت ولينغتون وBay Olympic ‏ ونادي بلاكتاون سيتي وMount Albert-Ponsonby ‏ وPapatoetoe AFC ‏ وجيسبورن سيتي ‏ وThree Kings United ‏.

## وصلات خارجية
- برايان تورنر على موقع الاتحاد الدولي (مؤرشف)  (الإنجليزية)
- برايان تورنر على موقع قاعدة بيانات كرة القدم.إي يو (الإنجليزية)
- برايان تورنر على موقع ناشيونال فوتبول تيمز (الإنجليزية)
- برايان تورنر على موقع Soccerway.com (الإنجليزية)
- برايان تورنر على موقع عالم كرة القدم.نت (الإنجليزية)